# Dru Smith
Dru Smith (Evansville, 30 de dezembro de 1997) é um jogador norte-americano de basquete profissional que atualmente joga no Miami Heat da National Basketball Association (NBA) e no Sioux Falls Skyforce da G-League.
Ele jogou basquete universitário na Universidade de Evansville e na Universidade do Missouri.

## Carreira no ensino médio
Smith estudou na FJ Reitz High School em Evansville, Indiana. Em sua terceira temporada, ele teve médias de 10,5 pontos, 5,4 rebotes e 4,5 assistências como armador titular e ajudou a sua equipe a alcançar um recorde de 29–2 e a final estadual da Classe 4A. Em sua última temporada, ele teve médias de 20,8 pontos, 7,3 assistências, sete rebotes e 4,1 roubos de bola, levando sua equipe a um recorde de 22–5 e às finais regionais da Classe 4A.
Ele se comprometeu a jogar basquete universitário na Universidade de Evansville rejeitando as ofertas de Ball State, Northern Kentucky, South Alabama e Indiana State. Smith foi atraído para a universidade porque era perto de casa.

## Carreira universitária

### Evansville
Em 22 de fevereiro de 2017, Smith acertou cinco cestas de três pontos e marcou 19 pontos em uma derrota por 109-83 para Wichita State. Como calouro, ele teve médias de 5,3 pontos, 2,9 assistências e 2,6 rebotes, sendo selecionado para a Equipe de Calouros da Missouri Valley Conference (MVC).
Em 5 de dezembro de 2017, Smith registrou 25 pontos, sete assistências e quatro roubos de bola na vitória por 91-76 sobre Bowling Green. Em seu segundo ano, ele teve médias de 13,7 pontos, 4,6 assistências e 2,0 roubadas de bola, liderando a MVC em porcentagem de acerto de arremessos de três pontos com 48,2%.

### Missouri
Após sua segunda temporada, Smith se transferiu para a Universidade do Missouri. Ele ficou de fora na temporada seguinte devido às regras de transferência da NCAA. Em 12 de novembro de 2019, ele teve seu primeiro duplo-duplo da carreira de 22 pontos e 10 rebotes em uma derrota por 63-58 para Xavier. Em 15 de fevereiro de 2020, ele marcou 28 pontos em uma vitória por 85-73 sobre Auburn. Em sua terceira temporada, Smith teve médias de 12,7 pontos, 4,2 rebotes, 3,9 assistências e 2,1 roubos de bola. Ele registrou 64 roubos de bola, liderando a Southeastern Conference (SEC) e ficando em sexto lugar na história da universidade. Em sua última temporada, Smith teve médias de 14,3 pontos, 3,8 assistências, 3,5 rebotes e 2,1 roubos de bola.

## Carreira profissional

### Miami Heat / Sioux Falls Skyforce (2021–2023)
Depois de não ser selecionado no Draft da NBA de 2021, Smith se juntou ao Miami Heat para a Summer League de 2021 e, em 10 de setembro, assinou um contrato com o Heat. Ele foi dispensado antes do início da temporada e ingressou no Sioux Falls Skyforce como jogador afiliado. Em 1º de fevereiro de 2022, Smith foi dispensado após ser descartado para a temporada devido a uma lesão no joelho.
Em 13 de outubro de 2022, Smith assinou um contrato de mão dupla com o Miami Heat. Ele foi dispensado pelo Heat em 13 de novembro e, posteriormente, voltou ao Skyforce. Em 25 de novembro de 2022, Smith assinou novamente um contrato bidirecional com o Heat e voltou a se juntar ao Skyforce.

### Brooklyn Nets (2023)
Em 13 de janeiro de 2023, Smith assinou um contrato de duas vias com o Brooklyn Nets.

### Retorno a Miami (2023–Presente)
Em 1º de julho de 2023, Smith assinou um contrato de duas vias com o Miami Heat e, em 21 de outubro, seu acordo foi convertido em um contrato padrão.
Em 24 de novembro de 2023, foi anunciado que Smith perderia o restante da temporada de 2023-24 devido a uma lesão no ligamento cruzado anterior sofrida durante um jogo contra o Cleveland Cavaliers em 22 de novembro. O técnico do Heat, Erik Spoelstra, culpou o design da quadra do Rocket Mortgage Fieldhouse pelo incidente. Em 6 de março de 2024, ele foi dispensado pelo Heat.
Em 1º de julho de 2024, Smith assinou um contrato de duas vias com o Heat.

## Estatísticas da carreira

### NBA

#### Temporada regular
| Ano     | Equipe   | PJ | PT | MPJ  | AP   | 3P   | LL    | RT  | AS  | BR  | TO | PPJ |
| ------- | -------- | -- | -- | ---- | ---- | ---- | ----- | --- | --- | --- | -- | --- |
| 2022-23 | Miami    | 5  | 1  | 13.4 | .357 | .167 | —     | 1.8 | 1.0 | .8  | .6 | 2.2 |
| 2022-23 | Brooklyn | 10 | 0  | 9.1  | .419 | .308 | 1.000 | 1.5 | 1.7 | .6  | .1 | 3.3 |
| 2023-24 | Miami    | 9  | 0  | 14.5 | .455 | .412 | 1.000 | 1.6 | 1.6 | 1.0 | .3 | 4.3 |
| Career  | Career   | 24 | 1  | 12.1 | .423 | .333 | 1.000 | 1.6 | 1.5 | .8  | .3 | 3.5 |

### NBA G League
| Ano      | Equipe               | PJ | PT | MPJ  | AP   | 3P   | LL   | RT  | AS  | BR  | TO | PPJ  |
| -------- | -------------------- | -- | -- | ---- | ---- | ---- | ---- | --- | --- | --- | -- | ---- |
| 2021-22  | Sioux Falls Skyforce | 10 | 5  | 27.5 | .410 | .306 | .571 | 3.5 | 2.8 | 1.4 | .3 | 8.0  |
| 2022-23  | Long Island Nets     | 6  | 2  | 29.3 | .552 | .500 | .500 | 5.7 | 3.5 | 1.5 | .3 | 15.7 |
| 2022-23  | Sioux Falls Skyforce | 8  | 8  | 36.4 | .460 | .313 | .696 | 5.6 | 6.9 | 2.1 | .6 | 18.0 |
| Carreira | Carreira             | 24 | 15 | 31.0 | .474 | .373 | .589 | 4.9 | 4.3 | 1.6 | .3 | 13.9 |

### Universitário
| Ano      | Equipe     | PJ        | PT        | MPJ       | AP        | 3P        | LL        | RT        | AS        | BR        | TO        | PPJ       |
| -------- | ---------- | --------- | --------- | --------- | --------- | --------- | --------- | --------- | --------- | --------- | --------- | --------- |
| 2016–17  | Evansville | 28        | 8         | 22.5      | .445      | .327      | .818      | 2.6       | 2.9       | .8        | .4        | 5.3       |
| 2017–18  | Evansville | 22        | 22        | 30.2      | .578      | .482      | .862      | 3.5       | 4.6       | 2.0       | .5        | 13.7      |
| 2018–19  | Missouri   | Não jogou | Não jogou | Não jogou | Não jogou | Não jogou | Não jogou | Não jogou | Não jogou | Não jogou | Não jogou | Não jogou |
| 2019–20  | Missouri   | 31        | 31        | 32.8      | .412      | .294      | .899      | 4.2       | 3.9       | 2.1       | .4        | 12.7      |
| 2020–21  | Missouri   | 26        | 26        | 34.1      | .442      | .398      | .833      | 3.5       | 3.8       | 2.1       | .3        | 14.3      |
| Carreira | Carreira   | 107       | 87        | 29.9      | .469      | .375      | .853      | 3.4       | 3.8       | 1.7       | .4        | 11.5      |

Fonte: